# Aborto spontaneo
L'aborto spontaneo, detto "perdita della gravidanza", è la morte naturale di un embrione o del feto prima che esso sia in grado di sopravvivere in maniera indipendente. Talvolta, per parlare di feto morto, si considera il periodo successivo alle 20 settimane di gestazione.
Il sintomo più comune di un aborto spontaneo è il sanguinamento vaginale. Ciò può avvenire con o senza dolore. Tessuti o coaguli possono anche fuoriuscire dalla vagina.
A livello psichico possono riscontrarsi anche ansia, depressione e senso di colpa.
Viene raccomandato di non usare il termine "aborto" parlando con coloro che subiscono un aborto spontaneo, nel tentativo di diminuire il disagio.

## Epidemiologia
L'aborto spontaneo rappresenta la complicanza più comune della gravidanza. Tra le donne consapevoli di essere in stato di gravidanza, il tasso di aborto spontaneo varia da circa il 10% al 20%, mentre i tassi in tutti i concepimenti variano tra il 30% e il 50%. Circa il 5% delle donne hanno due aborti di fila.

## Eziologia
I fattori di rischio per l'aborto spontaneo possono essere, tra gli altri, l'età avanzata della madre o del padre, un precedente aborto spontaneo, l'esposizione al fumo di tabacco, l'obesità, il diabete, l'alcolismo e la tossicodipendenza. In coloro di età inferiore ai 35 anni il rischio è di circa il 10% mentre sale a circa il 45% in quelli di età superiore ai 40. Il rischio inizia ad aumentare intorno all'età di 30 anni.
Circa l'80% degli aborti si verifica nelle prime 12 settimane di gravidanza (primo trimestre).
La causa alla base di circa la metà degli aborti spontanei è da ricercarsi in anomalie cromosomiche. Altre condizioni che possono produrre sintomi simili includono una gravidanza ectopica e l'emorragia dell'impianto.
La diagnosi di un aborto spontaneo può comportare un controllo per stabilire se la cervice è aperta o chiusa, test dei livelli ematici di gonadotropina corionica umana e una ecografia.

## Prevenzione
La prevenzione è a volte possibile grazie ad una buona cura prenatale. Questo può comportare la prevenzione dalla tossicodipendenza e dell'alcolismo, dalle malattie infettive e dalle radiazioni.

## Trattamenti
Nessun trattamento specifico è di solito necessario durante i primi 7-14 giorni.
La maggior parte delle donne ha un aborto spontaneo, senza interventi. Di tanto in tanto è richiesta l'assunzione di misoprostol o ricorrere ad una procedura nota come dilatazione e raschiamento per rimuovere i resti della gravidanza non riuscita.
Le donne che hanno un fattore Rh negativo possono richiedere immunoglobuline anti-D. Possono essere utili antidolorifici e un sostegno emotivo.